# Flughafen Cancún

i7
i11
i13

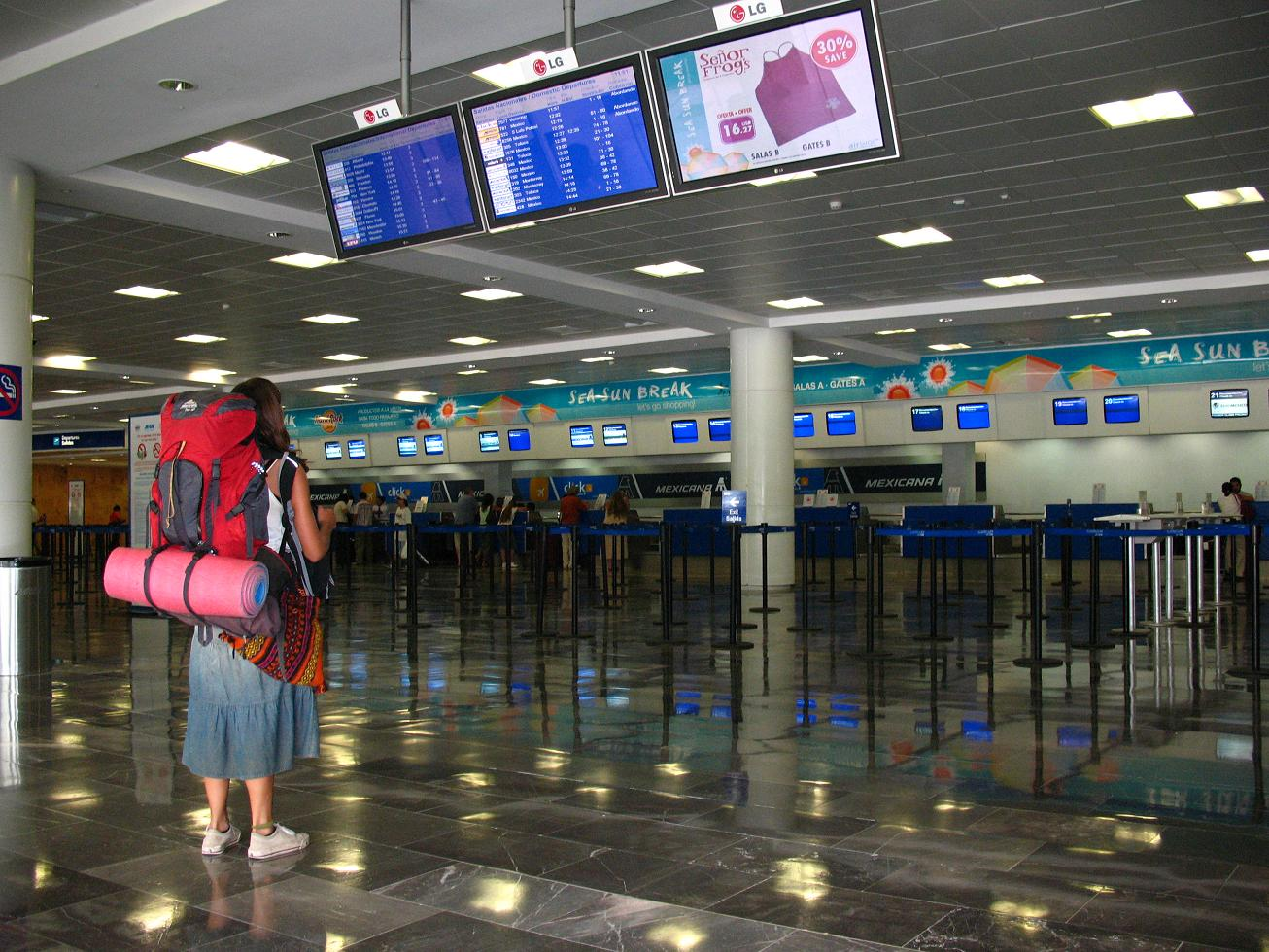
Check In, Terminal 2, Juli 2007

Der Aeropuerto Internacional de Cancún (IATA-Code: CUN, ICAO-Code: MMUN) ist ein internationaler Flughafen im Touristenzentrum Cancún auf der Halbinsel Yucatán in Mexiko. Er ist der Flughafen mit den meisten internationalen Passagieren in Lateinamerika sowie insgesamt gesehen von der Passagieranzahl her nach dem Internationalen Flughafen von Mexiko-Stadt der zweitgrößte Flughafen Mexikos.
Die nächstgelegenen Verkehrsflughäfen sind der Flughafen Cozumel (57 km), der Flughafen Tulum (126 km), der Flughafen Mérida (289 km), der Flughafen Chetumal (322 km), der Flughafen Corozal (Belize, 336 km) und der Flughafen San Pedro (Belize, 366 km).

## Geschichte
Der Großflughafen wurde am 30. März 1975 von Präsident Luis Echeverría Álvarez eröffnet. Vorher gab es eine Landebahn an der Avenida Kabah.
Von 1988 bis 1996 war der Flughafen Luftfahrt-Drehkreuz der Charterfluggesellschaft Aerocancun. Inzwischen ist der Flughafen einer der vier Drehkreuze der Billigfluggesellschaft Viva Aerobus sowie einer der Drehkreuze der Fluggesellschaft Volaris.
Zu den zwei Terminals (Terminal 1 für Charterflüge, Terminal 2 für Linienflüge) ist noch ein drittes hinzugekommen. Die Eröffnung des 42.000 m² großen und 100 Millionen USD teuren dritten Terminals fand am 17. Mai 2007 statt. Terminal 1 ist seit Oktober 2005, als der Flughafen Hurrikan Wilma ausgesetzt war, geschlossen. Die Charterflüge werden seitdem hauptsächlich in Terminal 2 abgewickelt.
Eine zweite Start- und Landebahn wurde mit 1420 Metern Abstand parallel zur ersten errichtet. Die Fertigstellung erfolgte nach Plan 2009. Ein zweiter Tower musste für die neue Landebahn errichtet werden. Dieser ist mit 97 Metern der höchste Lateinamerikas.
Der Flughafen wird nach Privatisierung seit 1999 von der privaten Gruppe ASUR (Aeropuertos del SUReste = Flughäfen des Südostens) betrieben.

## Flugverbindungen
Direktflüge aus dem deutschsprachigen Raum gibt und gab es mit Stand 21. September 2021 von folgenden Abflughäfen:

### Deutschland
- Es gab bis 2015 eine Direktverbindung vom Flughafen Hamburg. Aktuell wird diese nicht angeboten. Zudem gab es eine Verbindung nach Düsseldorf, von Köln/Bonn ebenfalls sowie von München.
- Flughafen Frankfurt Main

### Österreich
- Flughafen Wien-Schwechat

### Schweiz
- Flughafen Zürich: die Verbindung war ab 2014 für mehrere Jahre ausgesetzt worden und wurde dann reaktiviert

## Zwischenfälle
- Am 15. März 1984 fiel an einer Convair CV-240/VT-29B der mexikanischen Aero Cozumel (Luftfahrzeugkennzeichen XA-JOV) unmittelbar nach dem Abheben vom Flughafen Cancún das linke Triebwerk aus. Es kam zu einer Bruchlandung in einem Sumpf. Das Flugzeug wurde irreparabel beschädigt. Alle Insassen überlebten die Bruchlandung.[6]